# Immeuble Georges Biet
L'immeuble Georges Biet est un édifice de style École de Nancy bâti entre 1901 et 1902 à Nancy.
Il est situé au no 22 de la rue de la Commanderie, à environ 200 mètres au sud-ouest de la gare de Nancy.

## Historique
L'immeuble est construit par Georges Biet architecte à Nancy pour lui-même entre 1901 et 1902. Il s'associe alors à Eugène Vallin fabricant de meubles et architecte à Nancy. La ferronnerie conçue par Eugène Vallin est exécutée par l'entreprise de serrurerie Limet de Nancy. Les vitraux ont été réalisés par Jacques Grüber maître-verrier à Nancy. 
Détruit en grande partie par un bombardement en octobre 1917, l'immeuble est reconstruit à partir de 1922. La maison Schindler d'Illzach réalise et pose en 1926 un ascenseur. Vers 1927 Jean Prouvé ingénieur à Nancy couvre le corps de terrasse sur rue d'une structure métallique.
Ses façade et toiture sur rue ont été inscrites aux monuments historiques par un arrêté du 15 janvier 1975.

## Description
La structure métallique en acier de l'immeuble Biet comprend à la fois la charpente et les planchers, et repose, pour la première fois dans l'architecture civile à Nancy, sur un socle en béton armé. 
Vallin travailla principalement sur l'enveloppe externe. Ce parti pris de construction, préfiguration de la maison à gradins d'Henri Sauvage à Paris, permet à Biet de jouer avec les volumes, chaque appartement possédant un espace de dégagement. La décoration métallique, dont les dessins sont probablement de Biet, n'est pas en reste. Seule la structure métallique couvrant le corps de terrasse, ajoutée vers 1927, est de Jean Prouvé. 
Les éléments de clôture, le portail et les balcons utilisent des fers en T rivetés à des tôles découpées à cru. Cette technique artisanale leur confère une vigueur sans égale. Le thème de la décoration, naturaliste, est basé sur l'ombellifère. Les ombelles, réduites à des squelettes de métal, révèlent un parti résolument architectural. Ce thème se fond admirablement dans l'ensemble, d'inspiration néo-gothique.